# Jewgeni Ektow
Jewgeni Alexandrowitsch Ektow (russisch Евгений Александрович Эктов, engl. Transkription Yevgeniy Aleksandrovich Ektov; * 1. September 1986 in Petropawl, Kasachische SSR, UdSSR) ist ein ehemaliger kasachischer Leichtathlet, der sich auf den Dreisprung spezialisiert hat.

## Sportliche Laufbahn
Erste internationale Erfahrungen sammelte Jewgeni Ektow im Jahr 2005, als er bei den Asienmeisterschaften in Incheon mit einer Weite von 15,67 m den siebten Platz belegte. Im Jahr darauf gewann er bei den Hallenasienmeisterschaften in Pattaya mit 15,93 m die Bronzemedaille hinter seinem Landsmann Roman Walijew und Mohammad Hazzory aus Syrien. 2007 nahm er erstmals an der Sommer-Universiade in Bangkok teil, brachte dort aber in der Qualifikation keinen gültigen Versuch zustande. Im November gewann er dann bei den Hallenasienspielen in Macau mit einem Sprung auf 16,34 m die Bronzemedaille hinter Landsmann Walijew und dem Chinesen Wu Bo. 2008 belegte er bei den Hallenasienmeisterschaften in Doha mit 15,98 m den fünften Platz und im Jahr darauf wurde er bei den Studentenweltspielen in Belgrad mit 16,73 m Sechster. Anschließend schied er bei den Weltmeisterschaften in Berlin mit 16,13 m in der Qualifikation aus und gewann daraufhin bei den Hallenasienspielen in Hanoi mit 16,44 m die Silbermedaille hinter Walijew und sicherte sich bei den Asienmeisterschaften in Guangzhou mit einer Weite von 16,49 m die Bronzemedaille hinter Walijew und dem Chinesen Zhu Shujing. 2010 nahm er erstmals an den Asienspielen in Guangzhou teil und gewann dort mit 16,86 m die Silbermedaille hinter dem Chinesen Li Yanxi.
2011 siegte er bei den Asienmeisterschaften in Kōbe mit einer Weite von 16,91 m und gewann anschließend bei der Sommer-Universiade in Shenzhen mit 16,83 m die Bronzemedaille hinter dem Portugießen Nelson Évora und Wiktor Kusnjezow aus der Ukraine. Bei den Weltmeisterschaften in Daegu schied er dann ohne einen gültigen Versuch in der Qualifikation aus. Im Jahr darauf qualifizierte er sich für die Teilnahme an den Olympischen Spielen in London, verpasste dort aber mit 16,31 m den Finaleinzug. 2013 gewann er bei den Studentenweltspielen in Kasan mit 16,57 m erneut die Bronzemedaille, diesmal hinter dem Ukrainer Kusnjezow und Alexei Fjodorow aus Russland. 2014 nahm er erneut an den Asienspielen in Incheon teil und wurde dort mit 16,62 m Vierter, wie auch bei den Leichtathletik-Hallenasienmeisterschaften 2016 in Doha mit 15,91 m. 2018 beendete er dann in Almaty seine sportliche Karriere im Alter von 31 Jahren.
In den Jahren 2006 und 2007, 2009 und 2010 sowie 2011 und 2018 wurde Ektow kasachischer Meister im Dreisprung im Freien sowie 2006 auch in der Halle.

## Persönliches
Irina Ektowa ist seit etwa 2010 mit der kasachischen Dreispringerin Irina Ektowa verheiratet und hat mit ihr eine Tochter (* 2010). Auch seine Schwester Jekaterina Ektowa (* 1992) ist als Leichtathletin aktiv.

## Persönliche Bestleistungen
- Dreisprung: 17,22 m (−0,3 m/s), 30. Juni 2012 in Almaty
  - Dreisprung (Halle): 16,55 m, 31. Januar 2016 in Öskemen